# Nödhjälpsarbete

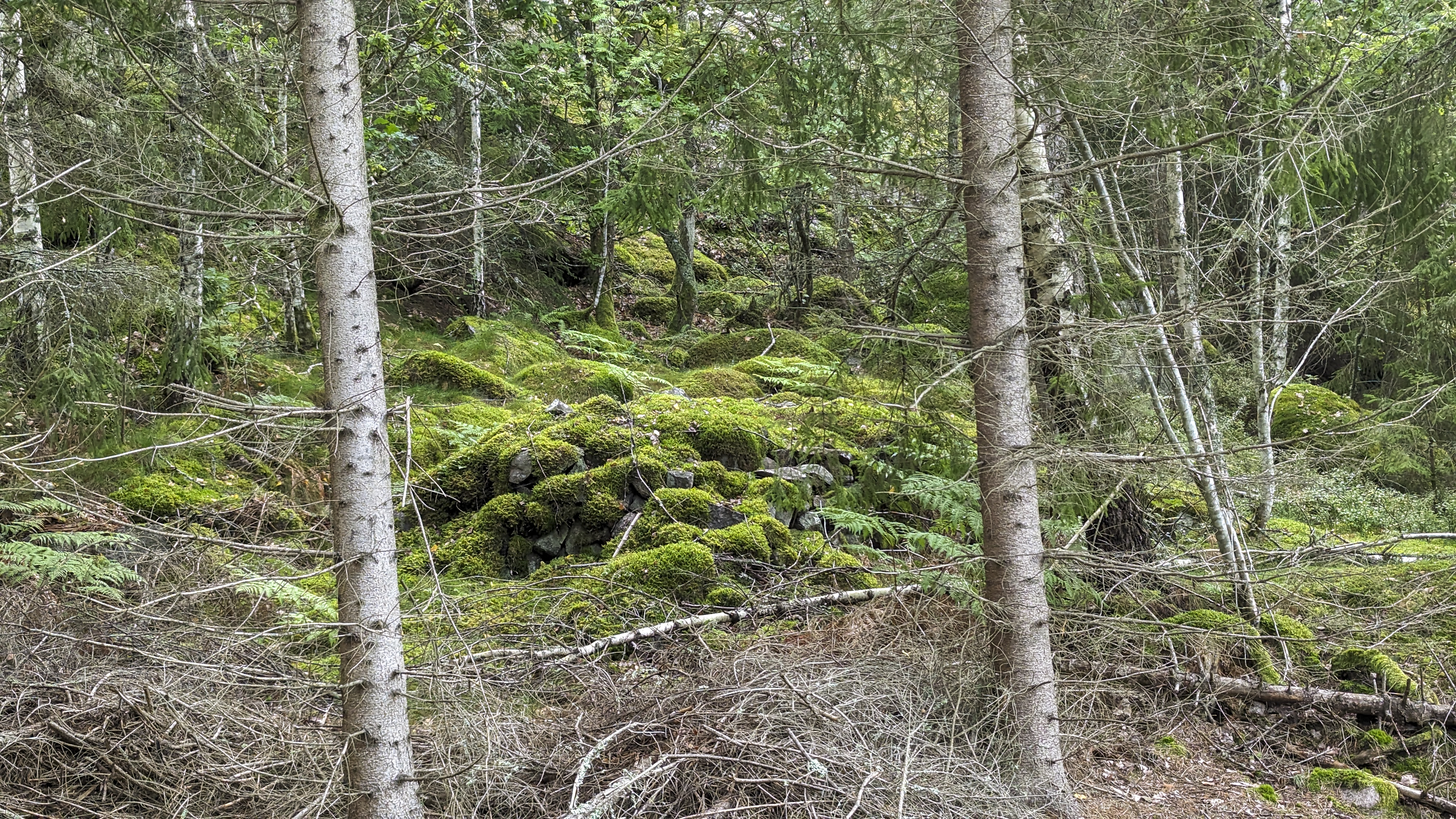
AK-röse vid Sjöberga, nära sjön Bjän Ög.

Nödhjälpsarbete är ett sätt för samhället att ge arbete åt individer som har svårt att på annat sätt hitta egen försörjning.

## Sverige

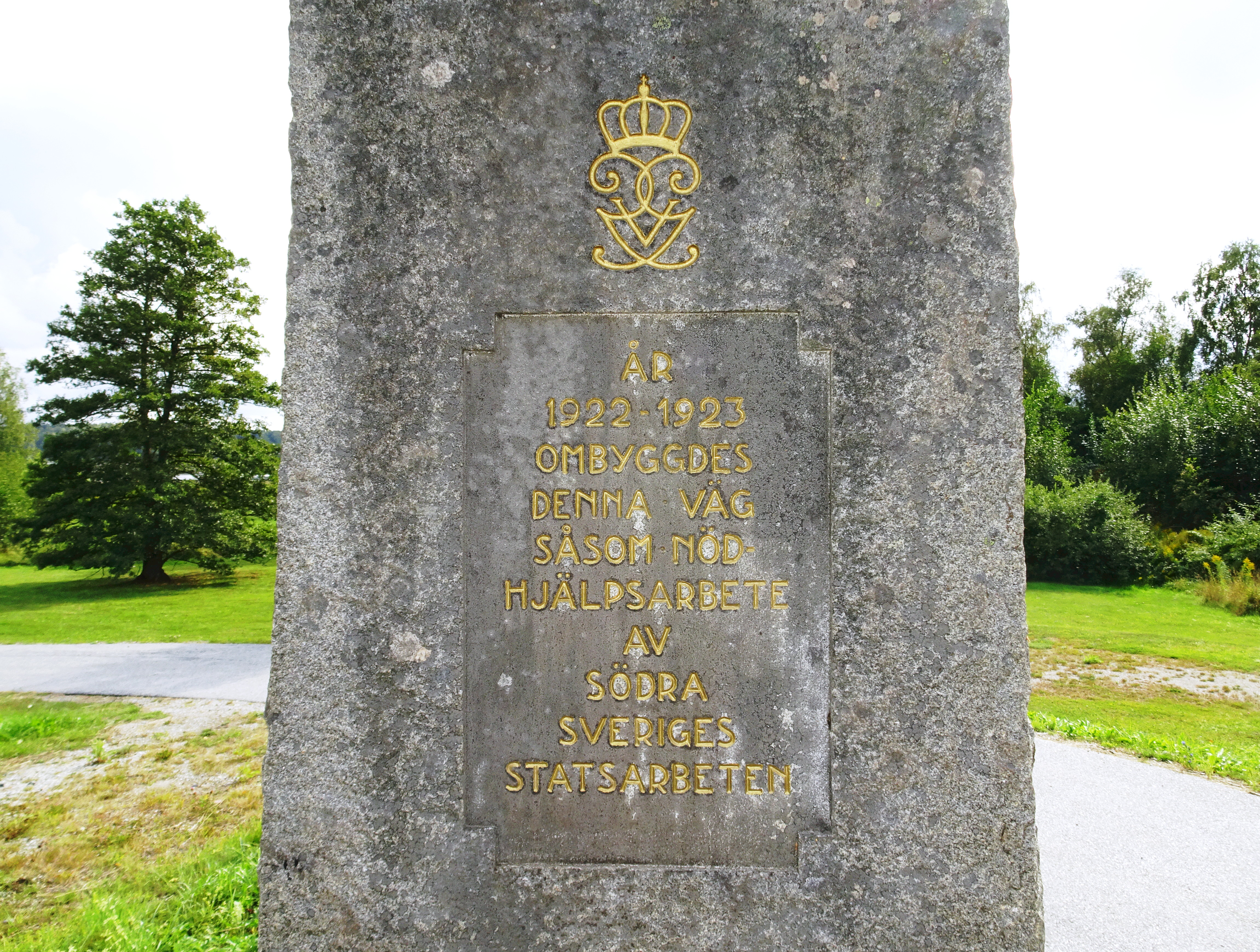
Minnessten för nödhjälpsarbete vid Södertäljevägen i Botkyrka kommun.

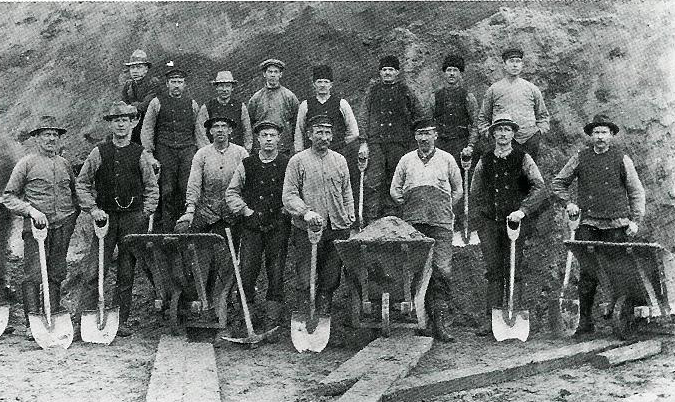
Permitterade vapenfabriksarbetare från Huskvarna under den svåra krisen i början på 1920-talet fick ta det nödhjälpsarbete som sattes in för framdragning av Ådalsvägen.

Kronoarbetskåren bildades 1842 som en efterföljare till pionjärkåren. Den tidigare hade bildats avsedd för så kallade försvarslösa och även för soldater som inte skött sig. Denna kår var bland annat med och byggde Karlsborgs fästning, samt var även stationerad vid Borghamn, på Tjurkö och i Slite. Genom lagen 1885 angående lösdrivares behandling ersattes efterhand kronoarbetsstationerna av centrala tvångarbetsanstalter. Kåren upphörde 1894.
Statens Arbetslöshetskommission instiftades 1914 efter första världskrigets utbrott och startade AK-arbete, en statlig insats för att motverka kommande förmodad arbetslöshet.  
Det var dock inte förrän efter första världskriget (1914–1918) som åtgärder blev av nöden. Arbetslösheten som 1918 var 4,6 % hade 1922 ökat till 34,3 %. Därför insattes nödhjälpsarbete; man beräknar att närmare 35 000 man detta år var sysselsatta med vägbyggen, dikning av våtmarker och skogsarbete. Lönen var ungefär 75 % av den normala för grovarbete. Man bodde i baracker, ofta långt från hemorten och den som vägrade ta ett nödhjälpsarbete blev utan all ersättning.
Många vägar och broar blev på detta sätt byggda fram till början av 1930-talet, när en ökande produktion kunde ge sysselsättning åt de flesta. Så kallade AK-vägar finns i stora delar av Sverige; de känns ofta igen på sin rakhet och sina ofta tvära kurvor ("Linjestakning"). De representerar en epok mellan "kostigarna" och moderna tiders avsiktligt böjda motorvägar och landsvägar, så kallade klotoider. I Norrland byggdes många cykelstigar som nödhjälpsarbeten, dessa kallades i folkmun för svältsnören.
I början av 1930-talet ersattes nödhjälpsarbetena av beredskapsarbeten.
AK-vägarna blev den sista generationens vägar som i det närmaste byggdes med handkraft. Bortsett från vissa större arbeten, som sköttes med hjälp av utlagda smalspåriga järnvägar som transporterade bort schaktmassorna och med små primitiva grävmaskiner, var den vanligaste utrustningen hackor, skottkärror, spadar och borrar. Många av de viktigaste vägarna blev även belagda med gatsten eller betong.
Stakningslaget som mätte ut var vägarna skulle gå fick ofta fotvandra längs vägens tänkta sträckning och i vissa fall, som i flera norrländska byggen, sova utomhus i tält. Det dröjde till efter andra världskriget innan asfalteringen, flygkarteringen och entreprenadmaskinerna fick sina definitiva genombrott.
Förutom AK-vägar finns även så kallade AK-rösen: rektangulära, välupplagda rösen där nödhjälpsarbetarna slog sönder större stenar till makadam. Sådana rösen återfinns i stenbrotten i Bohuslän och Blekinge där man högg granit för att belägga gator och kajer och som statymaterial m.fl. användningsområden.

## Andra länder
Insatser liknande AK-arbete från samma tid finns i bland annat Danmark, Norge och Finland som hade liknande organisationer. I USA fanns New Deal, och i Tyskland (Organisation Todt) under nazistperioden där staten satte arbetslösa på att bygga vägar och militärredskap med mera.